# Oruza discisigna
Oruza discisigna är en fjärilsart som beskrevs av W. Warren 1913. Oruza discisigna ingår i släktet Oruza och familjen nattflyn. Inga underarter finns listade i Catalogue of Life.